# Tropische storing
Een tropische storing is een relatief ongeorganiseerd cluster van onweersbuien, waar de gemiddelde windsnelheid niet groot is, zonder gesloten isobaren. Ze ontstaan in de intertropische convergentiezone (ITCZ) met warm oppervlaktewater. Als de ITCZ zich dicht bij de evenaar bevindt, kunnen zich slechts zwakke cyclonale storingen ontwikkelen. Als de ITCZ zich meer dan 5° van de evenaar bevindt, kunnen deze storingen uitgroeien tot tropische cyclonen.
Aan weerszijden van de ITCZ bevinden zich de passaatgordels waarin vooral in de zomer golfvormige storingen voorkomen. Uit deze tropische golven kan een tropische storing ontstaan, als de golf voldoende vocht en convectie heeft verzameld. Als de tropische storing zich organiseert, vormt er zich een depressie, die als die aan de criteria voldoet, kan promoveren tot tropische depressie.
De ontwikkelingsstadia van een tropische cycloon zijn:
- tropische storing;
- tropische depressie;
- tropische storm;
- tropische cycloon.